# G-rex (Tyrannosaurus)
G-rex (katalogové označení MOR 1128) je exemplář obřího teropoda druhu Tyrannosaurus rex, objeveného v roce 2001 tehdejším studentem Kalifornské univerzity v Berkeley Gregem Wilsonem. Fosilie byly nalezeny v oblasti vodní nádrže Fort Peck na území kraje Garfield ve východní Montaně. Vykopávky probíhaly pod vedením Nelse Petersona a týmu z instituce Museum of the Rockies, sídlícím ve městě Bozeman.

## Nález

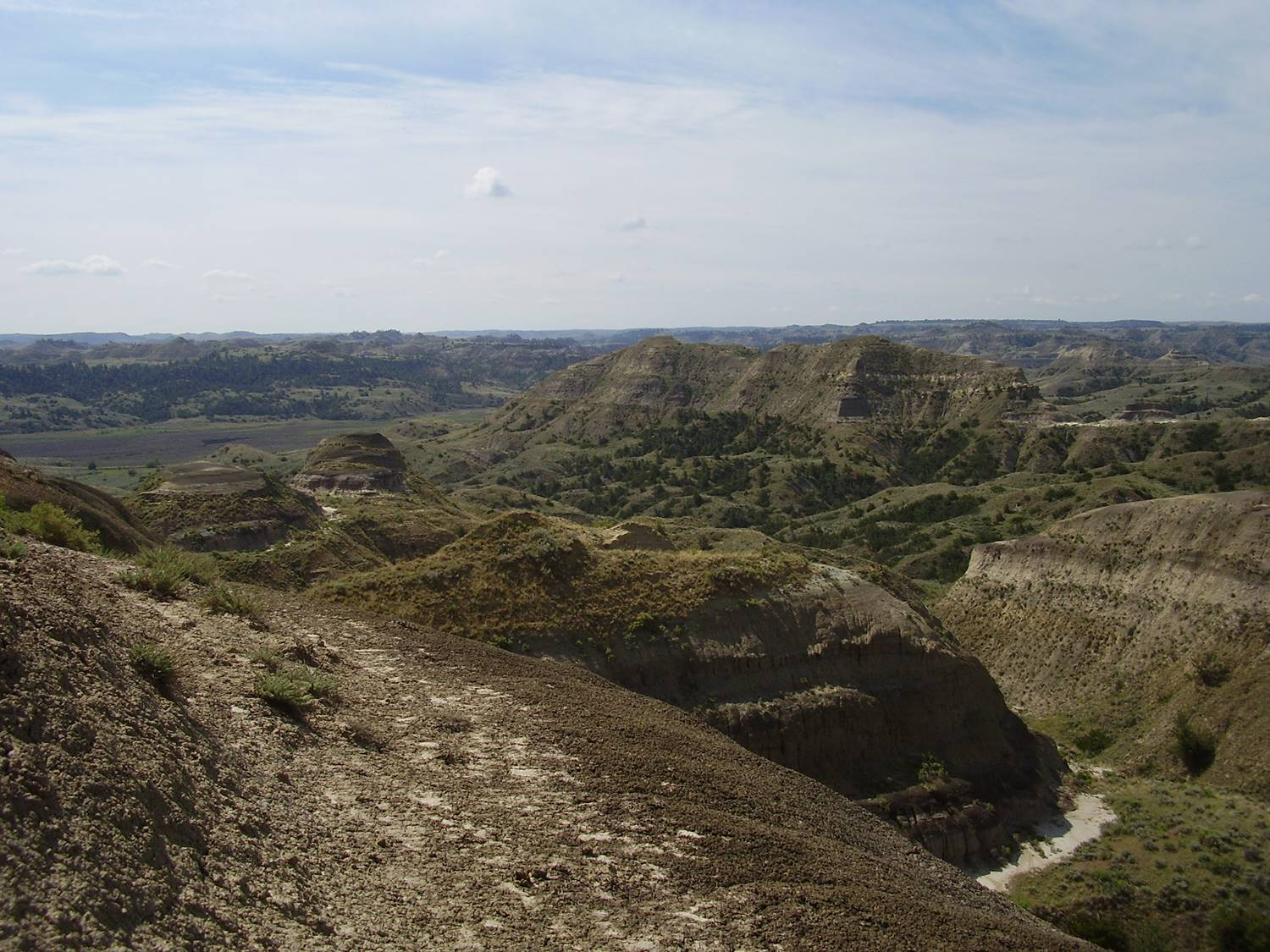
Hell Creek State Park - místo objevu exempláře MOR 1128.

Zkameněliny tohoto jedince byly objeveny v sedimentech souvrství Hell Creek. Celkem bylo vykopáno 23 kostí, což odpovídá 8 % kompletnosti (podle počtu kosterních částí). Objevena byla nekompletní spodní čelist, 7 žeber, 4 hrudní a jeden ocasní obratel, 3 hemální kosti, část lopakty, fragmenty kostí sedacích, stydkých a levá stehenní i holenní kost. K roku 2008 byl z tohoto exempláře vystaven pouze jeden fosilní zub.

## Výzkum
O výzkumu tohoto jedince byl v produkci Discovery Channel natočen dokument s názvem Valley of the T. rex ("Údolí T. rexe"), ve kterém účinkoval paleontolog Jack Horner. V průběhu výzkumu vědci zjistili, že ačkoliv nešlo o rekordně velký exemplář, jednalo se zřejmě o robustní morfotyp o odhadované hmotnosti 5600 kg. Paleontoložka Mary Higby Schweitzerová prováděla výzkum měkkých tkání ve fosilích tohoto exempláře a údajně se jí podařilo získat vzorky jakéhosi původního organického materiálu.